# 蛇梁海峽
蛇梁海峽（：／ Saryang haehyeop */?）是位于韩国慶尚南道統營市蛇梁面蛇梁島上下兩島之间的海峡。
34°50′26″N 128°12′48″E / 34.84056°N 128.21333°E

## 定名
根據大韓民國水路業務法第33條의4 第1項命名
- 定名 : 蛇梁海峽
- 代表位置（WGS-84）：34°50.26´ N 128°12.48´ E